# Championnat des Antilles néerlandaises de football 2005-2006
Navigation
Saison précédente Saison suivante
La saison 2005-2006 du Championnat des Antilles néerlandaises de football est la quarante-deuxième édition de la Kopa Antiano, le championnat des Antilles néerlandaises. Les deux meilleures équipes de Curaçao et de Bonaire se rencontrent lors d'un tournoi inter-îles. Cependant, du fait de l'annulation du championnat bonairien, seules les deux formations de Curaçao se disputent le titre cette saison.
C'est le vice-champion de Curaçao, le CSD Barber, tenant du titre, qui remporte à nouveau la compétition après avoir battu en finale l'autre représentant de l'île, l'UD Banda Abou. Il s’agit du cinquième titre de champion des Antilles néerlandaises de l’histoire du club.

## Compétition
Le barème utilisé pour établir les différents classements est le suivant :
- Victoire : 3 points
- Match nul : 1 point
- Défaite : 0 point

### Championnat de Curaçao

#### Phase régulière
| Rang | Équipe                    | Pts | J  | G  | N | P  | Bp | Bc | Diff |
| ---- | ------------------------- | --- | -- | -- | - | -- | -- | -- | ---- |
| 1    | CSD BarberT               | 37  | 18 | 11 | 4 | 3  | 36 | 13 | +23  |
| 2    | SV Hubentut Fortuna       | 30  | 18 | 9  | 3 | 6  | 25 | 17 | +8   |
| 3    | UD Banda Abou             | 28  | 18 | 7  | 7 | 4  | 23 | 14 | +9   |
| 4    | VESTA Willemstad          | 27  | 18 | 7  | 6 | 5  | 21 | 13 | +8   |
| 5    | CRKSV Jong Colombia       | 27  | 18 | 8  | 3 | 7  | 20 | 25 | -5   |
| 6    | RKSV Centro Dominguito    | 26  | 18 | 6  | 8 | 4  | 20 | 14 | +6   |
| 7    | SV Victory Boys -3        | 24  | 18 | 7  | 6 | 5  | 24 | 19 | +5   |
| 8    | Sport Unie Brion-Trappers | 24  | 18 | 7  | 3 | 8  | 19 | 24 | -5   |
| 9    | RKVFC Sithoc              | 13  | 18 | 4  | 1 | 13 | 11 | 40 | -29  |
| 10   | CRKSV Jong Holland        | 9   | 18 | 2  | 3 | 13 | 8  | 28 | -20  |

|  | Qualification pour le Kaya 6                     |
|  | Participation au barrage de promotion-relégation |
|  | T : Tenant du titre                              |

#### Kaya 6
| Rang | Équipe                 | Pts | J | G | N | P | Bp | Bc | Diff |  | Résultats (▼ dom., ► ext.) | Bar | JCo | Ban | Hub | Wil | Dom |
| ---- | ---------------------- | --- | - | - | - | - | -- | -- | ---- |  | -------------------------- | --- | --- | --- | --- | --- | --- |
| 1    | CSD BarberT            | 11  | 5 | 3 | 2 | 0 | 10 | 3  | +7   |  | CSD BarberT                |     |     |     |     | 2-1 | 3-0 |
| 2    | CRKSV Jong Colombia    | 9   | 4 | 3 | 0 | 1 | 6  | 6  | 0    |  | CRKSV Jong Colombia        | 1-4 |     |     |     |     | 2-1 |
| 3    | UD Banda Abou          | 7   | 4 | 2 | 1 | 1 | 6  | 3  | +3   |  | UD Banda Abou              | 1-1 |     |     | 0-1 | 3-1 |     |
| 4    | SV Hubentut Fortuna    | 7   | 5 | 2 | 1 | 2 | 3  | 3  | 0    |  | SV Hubentut Fortuna        | 0-0 | 1-2 |     |     |     | 1-0 |
| 5    | VESTA Willemstad       | 6   | 5 | 2 | 0 | 3 | 8  | 7  | +1   |  | VESTA Willemstad           |     | 0-1 |     | 1-0 |     |     |
| 6    | RKSV Centro Dominguito | 0   | 5 | 0 | 0 | 5 | 2  | 13 | -11  |  | RKSV Centro Dominguito     |     |     | 0-2 |     | 1-5 |     |

|  | Qualification pour le Kaya 4 |
|  | T : Tenant du titre          |

#### Kaya 4
| Rang | Équipe              | Pts | J | G | N | P | Bp | Bc | Diff |  | Résultats (▼ dom., ► ext.) | Ban | Bar | JCo   | Hub |
| ---- | ------------------- | --- | - | - | - | - | -- | -- | ---- |  | -------------------------- | --- | --- | ----- | --- |
| 1    | UD Banda Abou       | 5   | 3 | 1 | 2 | 0 | 3  | 3  | 0    |  | UD Banda Abou              |     | 1-1 | gagné |     |
| 2    | CSD BarberT         | 4   | 2 | 1 | 1 | 0 | 3  | 2  | +1   |  | CSD BarberT                |     |     |       | 2-1 |
| 3    | CRKSV Jong Colombia | 3   | 2 | 1 | 0 | 1 | 3  | 0  | +3   |  | CRKSV Jong Colombia        |     | -   |       | 3-0 |
| 4    | SV Hubentut Fortuna | 1   | 3 | 0 | 1 | 2 | 3  | 7  | -4   |  | SV Hubentut Fortuna        | 2-2 |     |       |     |

|  | Qualification pour la Kopa Antiano et la finale |
|  | T : Tenant du titre                             |

- Le résultat de la rencontre entre le CSD Barber et le CRKSV Jong Colombia n'est pas connu, mais il est avéré que le CSD Barber a terminé devant Jong Colombia.

#### Finale
| 1er juillet 2006 | CSD Barber          | 1 - 0 a.p. | UD Banda Abou | Ergilio Hato Stadion, Willemstad |
|                  | Luigison Doran 111e |            |               |                                  |

### Championnat de Bonaire
Pas de championnat disputé cette saison.

### Kopa Antiano
Les deux clubs de Curaçao s'affrontent à nouveau pour déterminer le champion des Antilles néerlandaises.
| 8 octobre 2006 | CSD Barber | 2 - 1 | UD Banda Abou | Ergilio Hato Stadion, Willemstad |  |
|                |            |       |               |                                  |  |

## Bilan de la saison
| Championnat des Antilles néerlandaises de football 2005-2006 |                       |
| Champion                                                     | CSD Barber (5e titre) |
| Qualifications continentales                                 |                       |
| CFU Club Championship 2006                                   | CSD Barber            |
| CFU Club Championship 2006                                   | UD Banda Abou         |
| Promotions et relégations                                    |                       |
| Promus en Kopa Antiano                                       | Aucun                 |
| Relégués                                                     | Aucun                 |